# Kladantus
Kladantus (lat. Cladanthus), rod glavočika, dio podtribusa Santolininae. Postoji nekoliko priznatih vrsta jednogodišnjeg raslinja iz zapadnih dijelova Europe i mediteranskih država Europe, Afrike i Azije.
Najrasprostranjenija među njima je i ljekovita i aromatična vrsta C. mixtus, poznata kao marokanska kamilica
Rod je opisan 1816.

## Vrste
1. Cladanthus arabicus Cass.
2. Cladanthus eriolepis (Coss. ex Maire) Oberpr. & Vogt
3. Cladanthus flahaultii (Emb.) Oberpr. & Vogt
4. Cladanthus mixtus (L.) Chevall.
5. Cladanthus scariosus (Ball) Oberpr. & Vogt